# Terpsichore
Pour les articles homonymes, voir Terpsichore (homonymie).
Dans la mythologie grecque, Terpsichore (en grec ancien Τερψιχόρα / Terpsichóra, qui aime la danse, de τέρπω / térpô, réjouir, charmer, et χoρός / khorós, « la danse ») est la Muse de la Danse. C'est une jeune fille, vive, enjouée, couronnée de guirlandes, et tenant une lyre au son de laquelle elle dirige en cadence tous ses pas. Certains auteurs en font la mère des sirènes. Elle a un lien avec Apollon (dieu de la musique et de la poésie).

## Famille
D'après la Théogonie d'Hésiode, Zeus coucha avec la Titanide Mnémosyne chaque nuit pendant neuf nuits à Piera, produisant les neuf Muses.
D'après plusieurs auteurs antiques, Terpsichore était la mère des sirènes qu'elle enfanta du dieu fluvial Achélôos,,.
Terpsichore est aussi donnée comme la mère de plusieurs rois thraces. Ainsi, l'Etymologicum magnum la mentionne comme la mère par Arès du roi thrace Biston (en). Quant à l'érudit byzantin Eustathe, il écrit que Terpsichore était la mère du roi thrace Rhésos par le dieu fluvial Strymon.

## Dans la culture
"Τερψιχόρη" / "Terpsichorè" ("Terpsichore") est le nom du livre V de l'Enquête d'Hérodote.
Paul Claudel, dans Les Cinq Grandes Odes confère une place centrale à la « trouveuse de la danse » : 
« Les Neuf Muses, et au milieu Terpsychore ! 
Je te reconnais, Ménade ! Je te reconnais, Sibylle ! […]
Terpsichore, trouveuse de la danse ! Où serait le chœur sans la danse ? quelle autre captiverait
Les huit sœurs farouches ensemble, pour vendanger l’hymne jaillissante, inventant la figure inextricable ?
Chez qui, si d'abord te plantant dans le centre de son esprit, vierge vibrante,
Tu ne perdais sa raison grossière et basse flambant tout de l'aile de ta colère dans le sel du feu qui claque,
Consentiraient d'entrer les chastes sœurs ? »

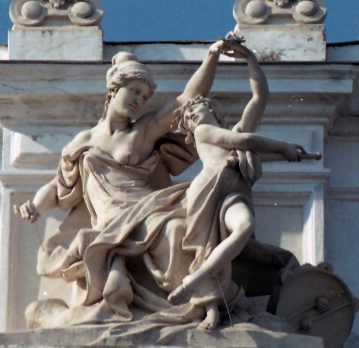
Terpsichore, statue au théâtre d'Odessa.
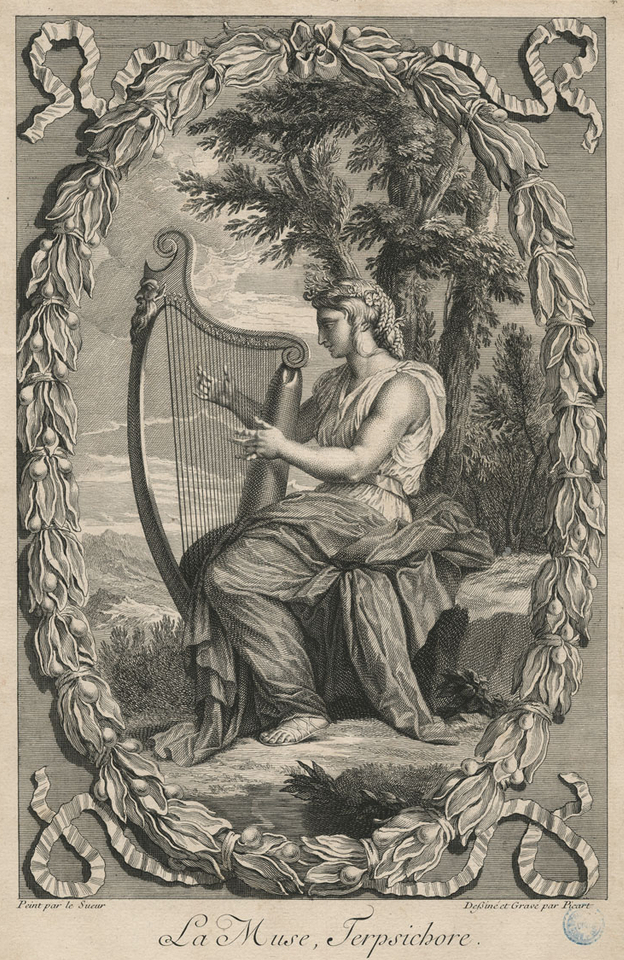
La muse Terpsichore, gravure de Bernard Picart d'après Eustache Le Sueur (XVIIIe siècle).

Elle serait la muse représentée dans le tableau de Gustave Moreau Hésiode et la muse'